# Hospital Regional de Antofagasta
El Hospital Regional Dr. Leonardo Guzmán es un hospital público ubicado en Antofagasta, Chile. Es asignado con su epónimo desde 14 de octubre de 1972, en honor al oncólogo antofagastino Leonardo Guzmán Cortés.
Forma parte de la red asistencial del Servicio de Salud Antofagasta.

## Historia

### Construcción
Tras la constitución de la Sociedad Constructora de Establecimientos Hospitalarios en 1944, el segundo gobierno de Carlos Ibáñez del Campo (1952 a 1958) planificó la construcción de un hospital para solucionar los problemas de Salud Pública presentes en el Norte Grande de Chile. El departamento de Arquitectura del Servicio Nacional de Salud, a cargo de Fernando Devilat, encargó en 1957 el anteproyecto a Alfredo Celedón, siendo posteriormente completado por Hernán Aubert y Frank Fones.
El edificio, colindante con el hospital del Salvador, inicia su construcción a principios de 1960, durante el gobierno de Jorge Alessandri. Las obras fueron supervisadas en terreno por Aubert. Fue entregado parcialmente el 12 de noviembre de 1966, durante el gobierno de Eduardo Frei Montalva.

### Reconstrucción
Tras el terremoto de Antofagasta de 1995 quedó en evidencia la antigüedad del recinto hospitalario, aumentando las críticas acerca de su estado y la calidad de la atención. En 1998 se presenta el proyecto de estudio de prefactibilidad para la construcción de un nuevo hospital, fase que recién se concluyó en 2004. En 2008 se obtienen las recomendaciones de diseño, pero tras el terremoto de Chile de 2010, se decide modificar el diseño original, incorporando estudios de zonas de inundación ante un eventual tsunami.
Finalmente se decide construir un nuevo recinto hospitalario mediante una concesión de 15 años de la construcción, mantenimiento y explotación de los servicios no clínicos, además de la provisión, reposición y mantenimiento del equipamiento médico. La obra será financiada mediante aportes estatales a través de subsidios. Para ello, se realizó un llamado de licitación el 31 de diciembre de 2011.
Por su parte, el Ministerio de Bienes Nacionales destinó un terreno de cuatro lotes, de 50 440 m² al Ministerio de Salud, flanqueado por la avenida Pedro Aguirre Cerda al poniente y las calles Azapa al oriente, Montegrande al norte y Víctor Jara al sur. Finalmente, el 21 de junio de 2013 es publicado en el Diario Oficial de la República de Chile el decreto 141 con la adjudicación de las obras a consorcio Salud siglo XXI, conformado por las empresas Sacyr y SNC-Lavalin.
En una ceremonia que contó con el ministro de Salud Jaime Mañalich, el 12 de noviembre de 2013 se colocó la primera piedra del nuevo recinto hospitalario, cuyas obras se iniciaron en febrero de 2014, proyectándose su inauguración para el segundo semestre de 2017. La obra de aproximadamente 114.000 m², a cargo de la empresa española Sacyr, contará con 671 camas, 45 boxes de consulta, 24 boxes de urgencias, 16 boxes dentales y 18 pabellones, además de un helipuerto y un auditorio, todo esto distribuido en tres grandes áreas: la Torre de Hospitalización (TH), el Centro de Diagnóstico y Tratamiento (CDT) y la Unidad de Pacientes Críticos (UPC). Con una inversión aproximada de 255.000.000 dólares, se proyecta que beneficiará a 260.000 personas.

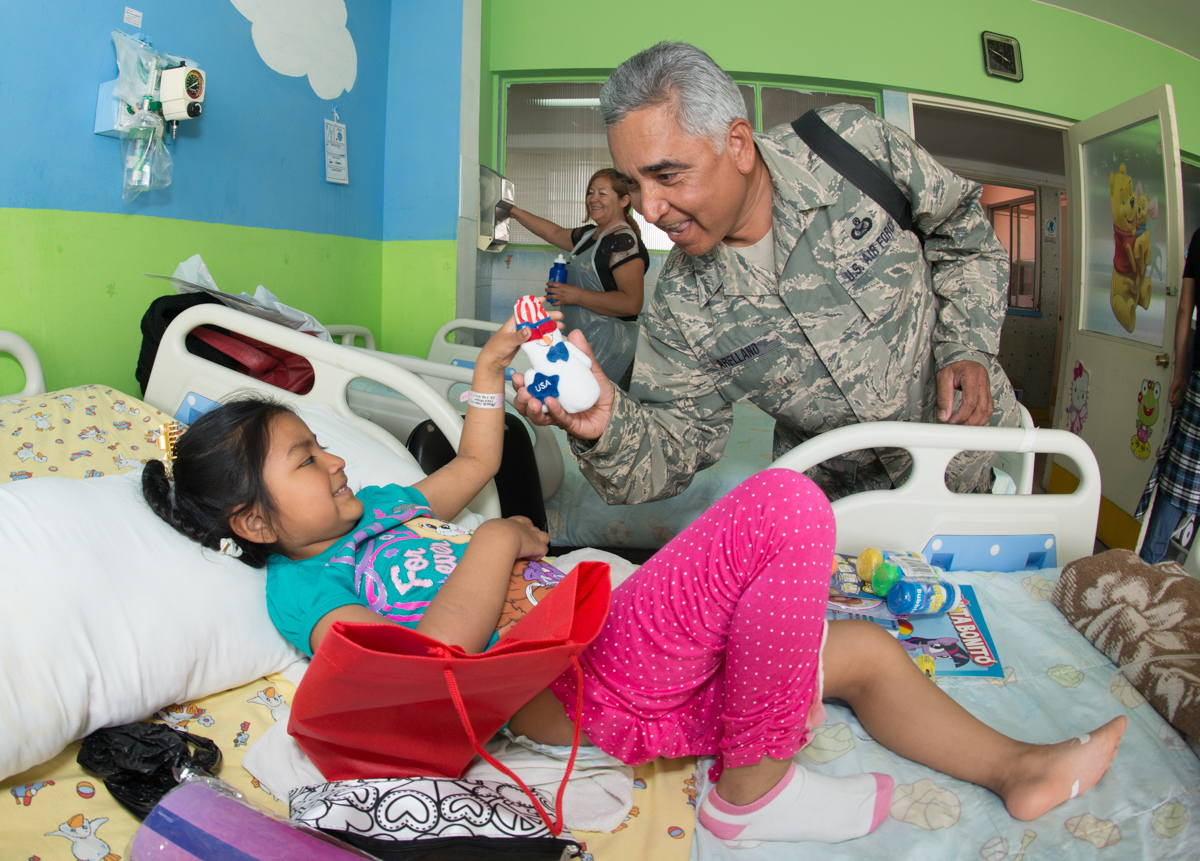
Miembros del Ala de Combate N.º 149 de Texas, durante una visita al Hospital Regional de Antofagasta.

Una vez finalizado el traslado hacia el nuevo edificio, las antiguas dependencias del hospital serán entregadas en comodato por 50 años a la Universidad de Antofagasta, para la creación de su futuro hospital universitario. El recinto universitario entraría eventualmente en funcionamiento el año 2018. La firma del acuerdo está proyectada para abril de 2016.

## Arquitectura
Según su arquitecto Alfredo Celedón, el hospital Regional corresponde a un monobloque de 8 pisos, con una capacidad estimada de 400 camas, que cuenta con laboratorio clínico, pabellones quirúrgicos, salas de parto, banco de sangre, boxes de atención médica y un auditorio. Todo esto fue conjugado con las técnicas vigentes en la época de arquitectura hospitalaria, destacando una "ruta funcional de asepsia e infección", además de contar con aire acondicionado, central eléctrica propia, sistemas de ventilación, calefacción, vapor y esterilización, ascensores para visitantes, personal y pacientes.
Si bien en el diseño final, la fachada del auditorio prestaba espacio para un mural, fue recién en 2002 cuando se plasmó la idea, mediante un esgrafiado llamado "La dueña del mar", obra del argentino José Kura.